# Старт Льо Ман
Стартът Льо Ман (на английски: Le Mans start) е вид старт в автомобилните и мотоциклетните спортове, разновидност на старта от място.
При него автомобилите са наредени според времената от квалификациите напреки на стената на боксовете, а пилотите се намират от другата страна на пистата срещу превозните си средства. След подаден сигнал за старт пилотите спринтират към своите коли/мотоциклети, качват се, запалват ги и потеглят.
Този вид старт е наречен на състезанието 24-те часа на Льо Ман, където е използван за първи път през 1925 г. В миналото със старт Льо Ман започват много от състезанията за издръжливост като 24-те часа на Льо Ман, 1000 км на Нюрбургринг и др. Заради сигурността на пилотите той вече се използва само в състезания за издръжливост с мотоциклети, като например 8-те часа на Судзука.
В края на 60-те години на 20 век стартът Льо Ман става обект на дискусия, засягаща сигурността на пилотите. За да успеят да стартират по-бързо, много от пилотите пренебрегват изискванията за сигурност - не проверяват добре екипировката си, не си слагат коланите или не затварят добре вратата на автомобила, опитвайки се да направят тези неща чак в първите обиколки на състезанието. Това води до тежки инциденти и дори смъртни случаи в началото на състезанията, когато има струпване на много автомобили на малка площ. Сред другите хитрини за по-бърз старт е идеята на Порше да премести позицията на ключа за запалване отляво на волана, за да може пилотът бързо да запали двигателя с лявата си ръка и да включи на скорост с дясната.
През 1969 г. новакът в 24-те часа на Льо Ман Джаки Икс протестира срещу този опасен тип старт като се придвижва бавно до колата си, докато останалите пилоти спринтират и почти бива блъснат от вече потеглил състезател. Преди да тръгне, Икс бавно си слага колана. Въпреки че губи известно време, той успява да спечели състезанието. През следващата година традиционният старт е заменен от такъв, в който автомобилите отново са наредени напреки на боксовете, но пилотите се намират вътре и са със затегнати колани. От 1971 г. насам 24-те часа на Льо Ман започва с летящ старт.